# Est d'Anglaterra
Est d'Anglaterra (en anglès:East of England) és una de les nou àrees administratives d'Anglaterra. La seva superfície total és de 19.120 km² i està formada pels comtats d'Essex, Hertfordshire, Bedfordshire, Cambridgeshire, Norfolk i Suffolk. Segons el cens del 2001, té una població de 5.388.140, sent així la regió la quarta més habitada.